# Rasenlabyrinth in Saffron Walden
Das Rasenlabyrinth in Saffron Walden in Essex (englisch Saffron Walden Maze) ist das größte erhaltene Rasenlabyrinth Englands. Das Alter und der Zweck des Labyrinths am östlichen Rand der Gemeinde sind unbekannt. Es wird angenommen, dass es aus dem Mittelalter stammt. Der erste Hinweis in den Aufzeichnungen der Stadt stammt aus dem Jahre 1699.
Das Labyrinth hat einen Durchmesser von etwa 33 m, die Diagonale misst 45 m. Seine vier äußeren, als „Ohren“ bezeichneten Wegeschleifen verleihen ihm sein charakteristisches Aussehen. Der schmale, gewundene Pfad beginnt auf der Nordseite und ist etwa 1400 m lang. Der Weg war ursprünglich derart in den Rasen geschnitten, dass die unmittelbar darunterliegende weiße Kreideschicht sichtbar wurde. Die Pfade wurden 1911 mit Backsteinen ausgelegt, 1979 erfolgte eine umfassende Restaurierung: Der Rasen wurde verbessert und die 6000 roten Ziegelsteine wurden zu einem knapp 12 cm breiten Pfad erweitert.